# Peter Werner
Peter H. Werner (New York, 17 gennaio 1947 – Wilmington, 21 marzo 2023) è stato un regista statunitense.

## Filmografia

### Cinema
- Hidden and Seeking – documentario (1971)
- In the Region of Ice – cortometraggio (1976)
- Prisoners (1981)
- Don't Cry, It's Only Thunder (1982)
- La fine del gioco (No Man's Land) (1987)

### Televisione
- In casa Lawrence (Family) – serie TV, episodio 2x22  (1977)
- Violenza familiare (Battered) – film TV (1978)
- Aunt Mary – film TV (1979)
- Barn Burning – cortometraggio TV (1980)
- Hard Knox – film TV (1984)
- Squadriglia top secret (Call to Glory) – serie TV, episodi 1x02-1x05 (1984)
- Ho sposato una playmate (I Married a Centerfold) – film TV (1984)
- Moonlighting – serie TV, 9 episodi (1985-1986)
- Fuorilegge (Outlaws) – serie TV, episodio 1x01 (1986)
- Hooperman – serie TV, episodio 1x11 (1987)
- Blue Jeans (The Wonder Years) – serie TV, episodio 4x03 (1990)
- Tutti al college (A Different World) – serie TV, episodi 4x12-5x13 (1991-1992)
- Nash Bridges – serie TV, episodio 1x01 (1996)
- Due madri per Zachary (Two Mothers for Zachary) – film TV (1996)
- Philly – serie TV, episodio 1x03 (2001)
- I Finnerty – serie TV, episodio 2x04 (2001)
- Chiamatemi Babbo Natale (Call me Claus) – film TV (2001)
- Boomtown – serie TV, episodi 1x07-1x09 (2002)
- Killer Instinct: From the Files of Agent Candice DeLong – film TV (2003)
- Gracie's Choice – film TV (2004)
- Vinegar Hill – film TV (2005)
- Amber Frey: Witness for the Prosecution – film TV (2005)
- Un bianco Natale a Beverly Hills (Snow Wonder) – film TV (2005)
- Why I Wore Lipstick to My Mastectomy – film TV (2006)
- Raines – serie TV, episodio 1x03 (2007)
- Kidnapped – serie TV, episodio 1x09 (2007)
- Girl, Positive – film TV (2007)
- Un trofeo per Kylie (The Circuit) – film TV (2008)
- Law & Order: Criminal Intent – serie TV, episodio 7x17 (2008)
- La mia fedele compagna (Front of the Class) – film TV (2008)
- Army Wives - Conflitti del cuore (Army Wives) – serie TV, episodi 2x12-3x05 (2008-2009)
- Ghost Whisperer - Presenze (Ghost Whisperer) – serie TV, 7 episodi (2006-2009)
- A Dog Named Christmas – film TV (2009)
- Bond of Silence – film TV (2010)
- Medium – serie TV, 17 episodi (2005-2011)
- No Ordinary Family – serie TV, episodio 1x17 (2011)
- Hawthorne - Angeli in corsia (Hawthorne) – serie TV, episodio 3x01 (2011)
- A Gifted Man – serie TV, episodi 1x03-1x07 (2011)
- Elementary – serie TV, episodi 1x10-1x21 (2012-2013)
- Law & Order - Unità vittime speciali (Law & Order: Special Victims Unit) – serie TV, episodio 15x06 (2013)
- The Blacklist – serie TV, episodio 1x15 (2014)
- Unforgettable – serie TV, 5 episodi (2011-2014)
- Justified – serie TV, 9 episodi (2010-2015)
- Unreal – serie TV, episodi 1x05-1x06 (2015)
- Proof – serie TV, episodio 1x04 (2015)
- The Mysteries of Laura – serie TV, episodio 2x12 (2016)
- Limitless – serie TV, episodi 1x08-1x15 (2015-2016)
- Outsiders – serie TV, episodi 1x07-1x08 (2016)
- Blue Bloods – serie TV, 5 episodi (2012-2016)
- Ice – serie TV, episodio 1x08 (2017)
- Grimm – serie TV, 6 episodi (2012-2017)
- Bull – serie TV, episodi 1x05-2x02-2x04 (2016-2017)
- Instinct – serie TV, episodio 1x03 (2018)
- Six – serie TV, episodi 1x05-2x05 (2017-2018)